# Vampyrictis
Vampyrictis — викопний рід барбурофелід, що містить один вид Vampyrictis vipera. Він був описаний на основі фрагментарного матеріалу щелепи з міоценової формації Беглія в Тунісі.